# Ferry Kitakyushu II
Die Ferry Kitakyushu II (フェリーきたきゅうしゅうII) ist ein 2015 in Dienst gestelltes Fährschiff der japanischen Reederei Meimon Taiyō Ferry. Sie wird auf der Strecke von Osaka nach Kitakyūshū eingesetzt.

## Geschichte
Die Ferry Kitakyushu II wurde am 17. Dezember 2014 unter der Baunummer 1183 in der Werft von Mitsubishi Heavy Industries in Shimonoseki auf Kiel gelegt und lief am 2. Juli 2015 vom Stapel. Nach der Ablieferung an Meimon Taiyō Ferry (auch als City Line bekannt) nahm sie am 29. November 2015 den Fährdienst von Osaka nach Kitakyūshū auf. Sie ist das jüngere Schwesterschiff der bereits im September 2015 in Dienst gestellten, baugleichen Ferry Osaka II. Beide Einheiten waren bei ihrer Ablieferung die größten jemals für Meimon Taiyō Ferry gebauten Fähren und ersetzten die 1992 abgelieferten Schwesterschiffe Ferry Osaka und Ferry Kitakyushu.
Die Ferry Kitakyushu II wird wie ihr Schwesterschiff auf der Osaka-Kitakyūshū-Strecke als Nachtfähre eingesetzt. Abfahrt war zunächst nur am Abend, seit Dezember 2021 bietet die Ferry Kitakyushu II auch Abfahrten am Nachmittag an. Die Fahrgäste an Bord des Schiffes sind je nach Kategorie in Schlafsälen, Kabinen oder Suiten untergebracht. Bei den Kabinen und Suiten kann zwischen einem japanischen und westlichen Einrichtungsstil gewählt werden.